# Хмель, Иосиф
Иосиф Хмель (нем. Joseph Chmel; 18 марта 1798, Ольмюц, Моравия, Австрийская империя — 28 ноября 1858, Вена) — австрийский историк,  каноник-августинец, архивариус.

## Биография
Сын математика Адама Хмеля. После окончания гимназии вступил в Монастырь Святого Флориана.
Известный собиратель материалов по истории Австрии и Габсбургского дома. Как библиотекарь
 аббатства св. Флориана, имея под руками громадное собрание книг и рукописей, он ещё больше пристрастился к истории, особенно к её первоисточникам. Позже, занимал разные посты в Венском государственном и родовом архиве.
По его инициативе Венской академией наук, членом которой он был, предпринято издание источников по отечественной истории. Научная деятельность И. Хмеля заключалась в издании материалов по истории Австрии.
Являясь пионером этого дела в Австрии, Хмель должен был преодолеть значительные препятствия как со стороны властей, ставивших ему всевозможные затруднения при разработке архивов, так и со стороны общества, не всегда понимавшего значение его трудов. И. Хмелю приходилось страдать и от недостатка подготовленных и опытных сотрудников, даже тогда, когда его любимое дело получило правительственную санкцию. По справедливому выражению одного из биографов И. Хмеля, он был «генералом без армии». Несмотря на все эти крайне неблагоприятные обстоятельства, развил издательскую деятельность до огромных размеров; каталог его изданий до 1851 г., то есть приблизительно за 25 лет его научной деятельности, занимает в «Альманахе» Венской академии за 1851 г. двадцать страниц убористой печати.
К последним семи годам его жизни относятся также очень много весьма ценных изданий.

## Избранные труды
- «Die Handschriften d. k. k. Hefbibliothek zu Wien» (избранные места из них для целей исторического исследования, Вена, 1840—44);
- «Materialen zur oesterr. Geschichte» (Вена, 1832—1840);
- «Regesta chronologico-diplomatica Ruperti etc.» (1834)
- «Regesta chron.-diplom. Friderici III etc.» (1838—1840)
- «Aktenstücke zur Gesch. d. Hans Habsburg»
- «Habsburgischer Archiv» (т. I и II).

Лишь немногое из извлечённых из архивов материалов Хмель подверг литературно-научной обработке; сюда относятся «Geschichte Kaiser Friedrichs IV» (1840—1843) и ряд мелких статей.
Иосиф Хмель горячо протестовал против романтического отношения к прошлому и требовал, чтобы «постройка исторического здания начиналась снизу», то есть с прочного документального фундамента. Он считал крайне вредным для историка отрешение от современности. Вопреки господствовавшему в то время взгляду, Иосиф Хмель высоко ставил не одни только официальные документы прошлого, но и памятники внутреннего быта и частной жизни. Под конец жизни предпринял издание памятников римской древности, касающихся территории нынешней Австрии (Austria Romana).